# 胡安·曼努埃尔·瓦尔加斯
胡安·曼努埃尔·瓦尔加斯·里斯科（Juan Manuel Vargas Risco，1983年10月5日—）是一名秘鲁足球运动员，司职翼锋，现在效力于秘魯足球甲級聯賽球队体育大学。

## 俱乐部生涯
瓦尔加斯在秘鲁球队体育大学开始职业足球生涯，2005年转会到阿根廷甲级球队科隆竞技。
2006年8月，他和意大利足球甲级联赛球队卡塔尼亚签约四年。2007年10月31日，他在卡塔尼亚和锡耶纳的比赛第88分钟射进加盟球队的首个进球，帮助球队1比1战平对手获得连续7场不败。在卡塔尼亚效力的两个赛季中，他一直是球队的主力边后卫并帮助卡塔尼亚连续保级成功。
2008年5月17日，有报道称瓦尔加斯已经同意和西甲豪门皇家马德里签约，不过在7月5日，他却以1200万欧元的身价加盟另一支意甲球队佛罗伦萨。在佛罗伦萨效力的初期，他在左后卫位置表现不佳并饱受批评，但之后他的位置被提前到进攻线，成为球队最有攻击性的球员之一。2009年11月24日，他的进球帮助佛罗伦萨1比0击败里昂，10年来首次杀入欧冠联赛的淘汰赛。2012年8月，他被租借到热那亚一个赛季。